# Battaglia di Moclín
La battaglia di Moclín, nota anche nella storiografia cristiana come disastro di Moclín, ebbe luogo nel comune granadino di Moclín il 23 giugno 1280. Lo scontro vide contrapporsi le truppe del sultanato di Granada, comandate dal sultano Muhammad II, e quelle della Corona di Castiglia, composte principalmente da mercenari e da membri dell'Ordine di Santiago, comandati dal Gran maestro dell'ordine Gonzalo Ruiz Girón e da Sancho, figlio del re Alfonso X di Castiglia.

## Contesto storico
Tra febbraio e marzo del 1280, Alfonso X di Castiglia e il suo consiglio si riunirono nella città di Badajoz per ultimare i preparativi della guerra contro Muhammad II e il sultanato di Granada. Alla riunione era presente la maggior parte dei membri della famiglia reale, tranne la regina, Violante d'Aragona, che si era allontanata dal sovrano. Alfonso X ordinò di radunare le sue forze nella città di Cordova, da dove avrebbero iniziato le operazioni nella Vega de Granada. Alfonso fu colpito da una malattia agli occhi e non poté accompagnare il suo esercito nella campagna, rimanendo invece nella città di Cordova.

## La battaglia
Nel giugno del 1280, Sancho, figlio di Alfonso X di Castiglia diresse l'incursione nella Vega de Granada accompagnato, tra gli altri, da Gonzalo Ruiz Girón, Gran maestro dell'Ordine di Santiago. Sancho ordinò a Gonzalo di procedere, insieme ai suoi uomini di fiducia, ovvero Gil Gómez de Villalobos, abate di Valladolid, e Fernán Enríquez, e di proteggere le truppe mentre accumulavano rifornimenti per l'esercito destinati a un contingente di soccorso; nel frattempo, lui rimase ad Alcalá la Real in attesa dei rinforzi. Al ritorno dalla suddetta spedizione, le forze castigliane e leonesi furono attaccate dai guerrieri musulmani comandati di Muhammad II che avevano teso un'imboscata intorno alla città di Moclín.
Fingendo di fuggire, le truppe musulmane di stanza a Moclín attirarono le truppe castigliano-leonesi nel punto in cui avevano teso l'imboscata. Le truppe cristiane inseguirono quelle di Muhammad II, le quali procedettero a tagliare loro la via di ritirata. I musulmani decisero quindi di attaccare, sconfiggendo gli ostili e infliggendo loro pesanti perdite.
Il massacro, denominato Disastro di Moclín, provocò la morte di oltre 2 800 cavalieri e soldati castigliano-leonesi e la morte della maggior parte dei cavalieri al servizio dell'Ordine di Santiago. Il Gran maestro dell'Ordine, Gonzalo Ruiz Girón, fu ferito a morte durante gli scontri. Quando l'infante Sancho apprese la notizia del disastro, ordinò che le truppe rimaste al suo comando non arretrassero, una mossa che si rivelò decisiva per evitare una totale disfatta e il massacro di tutte le truppe cristiane impegnate nella campagna.
Una volta che i soldati cristiani si riorganizzarono dopo il primo devastante attacco, l'infante Sancho passò per Moclín e procedette verso Granada per tagliare in due la valle. Dopo una serie di azioni belliche susseguitesi in tutta la zona di Granada, Sancho tornò a Cordova passando per Jaén. Il seguente estratto in lingua spagnola della cronaca di Manuel González Jiménez rivela che, in data 7 agosto, la campagna si concluse e Sancho giunse infine a Cordova.

## Conseguenze
Gonzalo Ruiz Girón, Gran maestro dell'Ordine di Santiago, morì per le ferite riportate pochi giorni dopo il disastro. Per evitare la soppressione dell'Ordine di Santiago a causa della morte di tanti cavalieri, Alfonso X di Castiglia integrò i membri dell'Ordine di Santa María de España in quello di Santiago e nominò Pedro Núñez al comando del neonato ordine. L'Ordine di Santa María de España, che lo stesso re Alfonso X aveva fondato, cessò quindi di esistere.